# Peneothello sigillata
Peneothello sigillata là một loài chim trong họ Petroicidae.